# Комарівці (станція)
Комарівці — проміжна залізнична станція 4-го класу Жмеринської дирекції Південно-Західної залізниці на електрифікованій лінії Жмеринка — Гречани між зупинними пунктами Радівці (5 км) та Кориченці (5 км). Розташована в селищі Вовковинці Хмельницького району Хмельницької області.

## Історія
Станція відкрита у 1871 році під первинною назвою Бар. У 1891 році станцію біля Вовковинців перейменовано на Комарівці — за назвою села, що нині перебуває у Жмеринському районі Вінницької області. Справа в тому, що залізниця мала пролягати саме через село Комарівці, проте Вовковинецький поміщик, розуміючи, що залізниця — це прогрес і для того, щоб показати свою могутність, підкупив будівельників і тим самим залізниця була прокладена через Вовковинці, проте назва станції так залишилась Комарівці через те, що ніхто не захотів переробляти безліч державних документів.

## Пасажирське сполучення
На станції Комарівці зупиняються приміські електропоїзди сполученням Жмеринка — Гречани.